# Barbus rhinophorus
Barbus rhinophorus är en fiskart som beskrevs av Boulenger, 1910. Barbus rhinophorus ingår i släktet Barbus och familjen karpfiskar. IUCN kategoriserar arten globalt som otillräckligt studerad. Inga underarter finns listade.